# Кармелюк (фильм, 1985)
«Кармелюк» — советский телевизионный биографический фильм режиссёра Григория Кохана о предводителе украинского крестьянского движения на Подолье в 1813—1835 годах Устиме Кармелюке.

## Сюжет
Фильм повествует о Устиме Кармелюке, предводителе крестьянского восстания за свободу на территории Подолья, против помещиков и польской шляхты в 1830-е годы, которого А. М. Горький назвал «украинским Робин Гудом».

## В ролях

### В главных ролях
- Иван Гаврилюк — Устим Кармелюк
- Наталья Сумская — Мария Кармелюк

### В ролях
- Александр Балуев — Иван, друг и соратник Устима Кармелюка
- Борислав Брондуков — Данило
- Александр Голобородько — Герман Анатольевич, командир уланского полка
- Вадим Медведев — Пигловский
- Степан Старчиков — Кирилл
- Ромуальдас Раманаускас — Алоиз Пигловский
- Людмила Сосюра — Анна Хойченко, помещица
- Александр Вокач — пан Хойченко, помещик
- Людмила Ефименко — Анастасия Маршаленко, помещица
- Эрнст Романов — Григорий Тимофеевич Маршаленко, помещик
- Юрий Сатаров — Говоров, помещик
- Михаил Горносталь — вахмистр
- Олег Комаров — Юзек, эконом
- Николай Козленко — дед
- Раиса Недашковская — вдова
- Антон Трошин — Ивасик, старший сын Кармелюка
- Ада Роговцева — Ольга Тимофеевна
- Всеволод Шиловский — Тропинин, художник
- Константин Степанков — Иосиф, шинкарь
- Станислав Молганов — городничий (в титрах — В. Молганов)
- Отряд Кармелюка:
  - Василий Фущич — Явтух
  - Андрей Алёшин — Андрей
  - С. Смирнов
  - Тимур Ибраимов
  - А. Бобкив
  - Иван Горгота
  - Григорий Кохан — кармелюковец (в титрах — Т. Кохан)
- Дмитрий Наливайчук — Лжекармелюк
- Аудрис Хадаравичюс — судья (в титрах — А. Ходаравичус)
- Людмила Смородина — Агата, супруга судьи
- Жанна Тугай — шинкарка
- Вадим Саенко — Ивасик, старший сын Кармелюка
- Денис Кожуховский — Остапчик, младший сын Кармелюка
- Яна Амстремская — Аза, дочь шинкаря Иосифа
- Владимир Антонов — Ярема
- Николай Заднепровский — Янчевский
- В. Гермак — Рутковский
- Олег Исаев — попович
- Л. Стежко — Ивасик, старший сын Кармелюка
- Леонид Яновский — Петренко, плац-майор
- Владимир Левицкий — горбун
- Вацлав Дворжецкий — Ольшевский—отец
- Тимофей Спивак — Ольшевский—сын
- Игорь Стариков — начальник тюрьмы (в титрах — М. Стариков)
- Игорь Слободской — Семён Михайлович, учитель
- Мария Янковская — Аза

## Съёмочная группа
- Авторы сценария:
  - Александр Сацкий
  - Григорий Кохан
- Режиссёр-постановщик: Григорий Кохан
- Оператор-постановщик: Феликс Гилевич
- Художники-постановщики:
  - Роман Адамович
  - Евгений Питенин
- Композитор: Евгений Станкович
- Тексты песен:
  - Борис Олейник
  - Александр Ильченко
- Звукооператор: Галина Калашникова
- Государственный симфонический оркестр радио и телевидения УССР
  - Дирижёр: Фёдор Глущенко
- Директор картины: Леонид Кошаровский